# キドン県
キドン県（キドンけん）は中華人民共和国チベット自治区シガツェ市に位置する県。

## 行政区画
2鎮、4郷を管轄：
- 鎮：宗嘎鎮、吉隆鎮
- 郷：差那郷、折巴郷、貢当郷、薩勒郷